# Richard Cameron
Richard Cameron (1648? – 22 de julio de 1680) fue un líder de los presbiterianos militantes, denominados covenanters, que resistieron los intentos de los monárquicos de la casa de Estuardo de controlar la Iglesia de Escocia, actuando a través de obispos. En 1680, mientras intentaba revivir las banderas de la causa de los covenanters, Cameron se enfrentó a las autoridades y resultó muerto en una escaramuza en Airds Moss, Ayrshire. Sus seguidores adoptaron su nombre, se denominaron los cameronianos y formaron el núcleo de lo que con posterioridad sería el regimiento escocés del mismo nombre, los Cameronianos (Rifles Escoceses). El regimiento fue disuelto en 1968.